# Михаела Маринова (снукъристка)
Вижте пояснителната страница за други личности с името Михаела Маринова.
Михаела Радкова Маринова, или Мишел, е бизнес администратор и бивша състезателка по билярд от българска националност.

## Биография
Родена е в Лисабон през 1974 г. Дъщеря на баща анголец и майка българка, тя е отгледана в България през младостта си.
През началото на 90те години тя се запалва по билярда ,където прави и първите си стъпки в първият официален мъжки турнир организиран в Дискотека ‘Джо ‘ Студентски Град. Така тя записва името си като първата жена вземайки участие на официален турнир по билярд в България . През 1996 се провежда и първият официален турнир по 8-ма топка в София , където тя губи на финала срещу Мария Манева.В този турнир участие вземат над 20 жени от цялата страна.  Впоследствие тя заминава за Зимбабве през 1998г , където първоначално участва в местните състезания по билярд, а след това се запалва по снукъра. Михаела изиграва 2 сезона в Зимбабве, където печели първите си награди в този спорт и впоследствие на добрите резултати е поканена да вземе участие на Световното по Снукър за жени през 2002 в Суиндън , Великобритания . 
През 2006 в София е организиран  първият официален турнир по 9-та топка за жени където на финала тя печели сблъсъка си срещу Мария Манева и така се реваншира за загубата десет години по рано.

## Постижения
- Шампионка на България за жени по билярд девета топка – 2006
- Шампионка за жени по снукър – 2001, 2002
- Шампионка индивидуално на 1-ва дивизия – 2002
- Шампионка отборно на 2-ра дивизия по снукър – 2001
- Шампионка индивидуално на 2-ра дивизия по снукър – 2001
- Шампионка в Хенди Къп по снукър – 2001
- Финалистка в Хенди Къп по снукър – 2000
- Финалистка на България по осма топка за жени – 1996
- 3 участия на световни финали за жени по снукър – 2002, 2005; 2008
- Четвъртфиналистка на световното п-во 2005
- Неофициален брейк – 124
- Над 10 участия за България в международни турнири